# Open de Rennes 2023
L'Open de Rennes 2023, noto anche come Open Blot Rennes, è stato un torneo maschile di tennis professionistico giocato sul cemento indoor. È stato la 18ª edizione del torneo, facente parte della categoria Challenger 100 nell'ambito dell'ATP Challenger Tour 2023. Si è giocato al Le Liberté di Rennes, in Francia, dall'11 al 17 settembre 2023.

## Partecipanti

### Teste di serie
| Nazionalità | Giocatore          | Ranking* | Testa di serie |
| ----------- | ------------------ | -------- | -------------- |
| Francia     | Richard Gasquet    | 55       | 1              |
| Francia     | Grégoire Barrère   | 59       | 2              |
| Francia     | Quentin Halys      | 70       | 3              |
| Francia     | Corentin Moutet    | 72       | 4              |
| Francia     | Constant Lestienne | 101      | 5              |
| Moldavia    | Radu Albot         | 102      | 6              |
| Regno Unito | Liam Broady        | 107      | 7              |
| Francia     | Benjamin Bonzi     | 108      | 8              |

* Ranking al 28 agosto 2023.

### Altri partecipanti
I seguenti giocatori hanno ricevuto una wild card per il tabellone principale:
- Dan Added
- Corentin Moutet
- Lucas Poullain

Il seguente giocatore è entrato in tabellone con il ranking protetto:
- Lucas Pouille

I seguenti giocatori sono entrati in tabellone come alternate:
- Manuel Guinard
- Abedallah Shelbayh

I seguenti giocatori sono passati dalle qualificazioni:
- Alejandro Moro Cañas
- Gabriel Debru
- Kacper Żuk
- Matteo Martineau
- Maxence Beaugé
- Aleksej Vatutin

Il seguente giocatore è entrato in tabellone come lucky loser:
- Eliakim Coulibaly

## Punti e montepremi
| Torneo    | Torneo              | V      | F     | SF    | QF    | 2T    | 1T    | Q | Q2  | Q1  |
| Singolare | Punti               | 100    | 60    | 36    | 20    | 9     | 0     | 5 | 2   | 0   |
| Singolare | Premi in denaro (€) | 16,020 | 9,415 | 5,555 | 3,240 | 1,900 | 1,160 | – | 580 | 290 |
| Doppio    | Punti               | 100    | 60    | 36    | 20    | –     | 0     | – | –   | –   |
| Doppio    | Premi in denaro (€) | 6,845  | 4,050 | 2,400 | 1,420 | –     | 800   | – | –   | –   |

## Campioni

### Singolare
Maxime Cressy ha sconfitto in finale  Benjamin Bonzi con il punteggio di 6–3, 2–0 rit.

### Doppio
Sander Arends /  David Pel hanno sconfitto in finale  Antoine Escoffier /  Niki Kaliyanda Poonacha con il punteggio di 6–3, 6–2.